# Scopula nivearia
Scopula nivearia là một loài bướm đêm trong họ Geometridae.